# حزب التغيير والتنمية
حزب التغيير والتنمية المصري هو حزب سياسي مصري يعمل على إعادة بناء وتطوير الدولة والشخصية المصرية، وحل مشكلات المجتمع المصري.

## من نحن
مجموعة من أبناء مصر ومن شاركوا وتعاطفوا مع ثورتها المباركة من مختلف التوجهات والأعمار والتخصصات والفئات. نتوحد حول أن الدولة المصرية هي الجامع المشترك لأبناء الوطن، وأن حل مشكلات مصر هو من أهم الأولويات، وإعادة بناء الشخصية المصرية هو حجز الزاوية للنهضة بالواقع المصري. سنعلن عن الهيئة التأسيسية للحزب تباعاً وستكتمل في إبريل 2011. نؤمن بأهمية التواصل مع الجميع ونمد أيدينا لكل من يحب مصر
وقد تم الإعلان يوم الأحد 20/03/2011 عن تأسيس «حزب التغيير والتنمية المصري»، كأحد الأحزاب المصرية، ليعمل على تطوير وتنمية الدولة، وإعادة بناء الشخصية المصرية، وحل مشكلات المجتمع المصري، والمشاركة الكاملة في الحياة السياسية المصرية، وفي دعم تقدم مصر على الأسس الدستورية التي يقرها الشعب المصري، وعبرالالتزام بكافة الشروط والقواعد والأنظمة المتعلقة بتأسيس وإدارة وممارسة النشاط العام للأحزاب السياسية المصرية.
قام على تأسيس الحزب نخبة من أبناء مصر، ومَنْ شاركوا وتعاطفوا مع ثورتها المباركة. واتفقوا على أن الدولة المصرية هي الجامع المشترك لأبناء الوطن، وأن حل مشكلات مصر هو من أهم الأولويات، وإعادة بناء الشخصية المصرية هو حجر الزاوية للنهضة بالواقع المصري. وأكدوا على أهمية التواصل مع الجميع، ومَدّ أيدينا لكل من يحب مصر.

## المبادئ والأهداف
1. تنمية مصر وإعادة بناء الإنسان المصري.
2. حل مشكلات الواقع المصري، والنهوض به.
3. حفظ التماسك والعدالة والكرامة بالمجتمع.
4. تطوير عناصر القوة الشاملة لحفظ التوازن والسلام.
5. تكوين أفضل علاقات في المجال الحيوي لمصر.
6. مساندة قيم العدالة والتنمية والفضيلة في العالم.

## رأي المؤسسين
وقد أكد المؤسسون حرصهم على ترسيخ مفهوم الجماعة الوطنية و«الدولة المصرية» في مقابل الرؤى الأخرى، وتفهمهم الكامل أن شعب مصر مثلما يعتز بقيمه وعقيدته، فإنه يعتز ويحرص على تماسكه وتوحده من أجل بناء مصر وتقدمها، وكذلك حماية طموحاتها القومية. وسيسعى الحزب إلى دعم مفهوم القوة الشاملة لمصر في العديد من الجوانب والعناصر، وليس القوة العسكرية فقط، بل كذلك دعم قوة الإعلام والفكر والثقافة والاقتصاد. وسيهدف الحزب إلى تأكيد مكامن ومنابع القوة بمختلف أشكالها وأنواعها؛ لتكون بمجموعها القوة الرادعة لحماية المصالح العليا والاستراتيجية لشعب مصر.
واتفق المؤسسون على أن يكون الشعار الجامع للحزب هو «مصري.. وبس»، بحيث يسعى إلى تماسك أبناء مصر، وعدم التفريق بين المصريين، وأن يبني مصر كل محبيها، وأن يتعاون الجميع لاستعادة الكرامة وبناء مجتمع يقوم على العدل بين كل مكوناته، ويحفظ لتلك المكونات حقوقها، ويلزمها بواجباتها، وأن تكون الأولوية في مصر للمصريين.
واختار الحزب اسمه ليعبر عن الاهتمام بمركزية وأهمية التغيير كقضية حيوية لنقل مصر من واقع مؤلم عاشت فيه البلاد لأعوام طويلة، وأن التغيير جهد مستمر، وأن ملاحقة أحلام أبناء مصر تجعل من التغيير قضية ثابتة في مشروعات الحزب. كما أن الطريق نحو التغيير هو التنمية الشاملة والمستدامة والمتكاملة لكل عناصر المجتمع، كسمت عام لمشروعات وبرامج ورؤى الحزب.
كما توافق المؤسسون على أهمية الالتزام بكل شروط وواجبات الأحزاب السياسية الموضحة في الدستور والقوانين المصرية، وعلى العمل بإخلاص من أجل تحقيق مبادئ وبرامج ومشروعات وسياسة الحزب من أجل مصر أفضل، والمساهمة في أن تكون الممارسة السياسية نزيهة وعادلة، وعلى الالتزام بقرارات الجهات المنظمة لعمل الأحزاب والنشاط السياسي في مصر.